# Moord op Chris Grinwis
De moord op Chris Grinwis is een misdrijf dat plaatsvond op 9 december 2020 in Halsteren, in de Nederlandse provincie Noord-Brabant.
Supermarktondernemer Chris Grinwis had samen met zijn vrouw Mia een PLUS-supermarkt, hij was lokaal een bekend persoon en stond aan de wieg van de plaatselijke winkeliersvereniging. In de zomer van 2019 droeg het ondernemersechtpaar de zaak over, in 2020 overleed Mia Grinwis. Grinwis' nieuwe partner Yvon K. werd door het Openbaar Ministerie als verdachte van de moord aangemerkt. In de rechtszaak op 11 september 2023 ontkent ze elke betrokkenheid. De rechtbank zou op 27 september 2023 uitspraak doen. Echter op 25 september 2023 werd Yvon K. dood aangetroffen in haar woning.

## Het overlijden
Een supermarktmedewerker meldt dat ze Grinwis al een tijd bewegingsloos op een bank ziet zitten in zijn woning, hij blijkt te zijn overleden. Een aantal dagen na het overlijden maakt de politie bekend onderzoek te doen naar zijn dood. Een arts heeft vastgesteld dat er sprake is van een natuurlijke dood, vermoedelijk door hartstilstand. Nabestaanden twijfelen en melden zich bij de politie, waaronder Grinwis' stiefdochter, met wie hij goed contact had. Ze ontdekt dat Grinwis vlak voor zijn dood zijn testament heeft laten wijzigen en vertrouwt het niet. De politie voert onderzoek uit op het lichaam en in de woning waar het lichaam is aangetroffen.

## Het onderzoek
Op 31 augustus 2021 doet de politie een opgraving op de begraafplaats van Halsteren. Ze graven het lichaam op van de in mei 2020 overleden echtgenote Mia Grinwis. Het NFI onderzoekt of Mia aan een natuurlijke dood is gestorven. Na het overlijden van zijn echtgenote kreeg Chris Grinwis een nieuwe relatie met K. Ze was de zorgverlener die de aan dementie lijdende Mia Grinwis tijdens haar levenseinde thuis had verzorgd. K. noemde zichzelf psychotherapeut maar heeft niet de daarvoor benodigde BIG-registratie. Ze gaf lezingen, onder andere over de zelfmoord van haar in 2010 overleden echtgenote John Boom. Hij raakte na een zware hersenbloeding halfzijdig verlamd en verloor daarna zijn levenslust. Daarnaast was K. ook consulente voor de Nederlandse Vereniging voor een Vrijwillig Levenseinde. 
Maandag 11 oktober 2021 werd de Tilburgse Yvon K. gearresteerd op verdenking van moord op Chris Grinwis. Ze werd voor ten minste twee weken in beperking gezet. De raadkamer van de Rechtbank Breda besloot dat K. nog 90 dagen in hechtenis moet zitten tot de eerste openbare rechtszitting.
In K.'s huis vond de politie het euthanasiemiddel pentobarbital, dezelfde stof is ook aangetroffen in het lichaam van Chris Grinwis. De advocate van Yvon K., Esther Vroegh, liet weten dat haar cliënt ontkende Chris Grinwis te hebben vergiftigd. Ook rond het overlijden van Mia Grinswis ontkende K. elke betrokkenheid. Volgens de advocate heeft K. de schijn tegen maar is er geen bewijs. Haar verklaring over het overlijden van Grinwis is: 
De twee hebben 's avonds samen naar de coronapersconferentie van Mark Rutte en Hugo de Jonge gekeken. Daarna ging K. naar haar huis in Tilburg. De volgende dag kreeg ze geen contact met Grinwis en daarom nam ze contact op met de supermarkt. Een medewerker ging poolshoogte nemen en trof het lichaam van Grinwis aan, zittend op de bank met een bord friet en glas witte wijn op tafel.
In het wijnglas en twee theeglazen in de vaatwasser worden resten van het middel pentobarbital gevonden. Het Openbaar Ministerie verdenkt K. van het vergiftigen van Chris Grinwis of hulp bij zelfdoding.

## Voorbereiding op de rechtszaak
Op 14 april 2022 was de eerste pro-formazitting. Verdachte K. verscheen met een pruik op. Haar motivatie hiervoor is dat rechtbanktekenaars zo goed kunnen tekenen dat het bijna een foto lijkt. De rechtbankvoorzitter heeft er moeite mee maar verbiedt het niet. Uit de zitting wordt duidelijk dat Grinwis' vrouw Mia aan een natuurlijke dood is overleden. Ook werd duidelijk dat vlak voordat K. vertrok uit Grinwis' huis ze nog een foto van hem had gemaakt, terwijl hij op de bank zat te slapen. De supermarktmedewerkers vonden hem in dezelfde houding. Het motief is volgens het OM het vermogen van Grinwis, door wijziging van het testament was K. enig erfgenaam. Advocate Vroegh vroeg om vrijlating van haar cliënt maar de rechtbank besloot dat de verdachte moest worden opgenomen in het Pieter Baan Centrum om te bepalen of ze toerekeningsvatbaar is. 
In een vervolgzitting op 23 juni 2023 pleitte Esther Vroegh opnieuw voor voorlopige vrijlating van haar cliënt. Volgens haar hadden politie en Openbaar Ministerie een tunnelvisie als gevolg van de media-aandacht. De rechtbank vond de beschuldigingen zo zwaar dat K. in hechtenis moest blijven zitten. Ook verdacht het OM haar van witwassen, omdat in een kluis in haar woning €224.000,- aan contanten was gevonden. Er ontbraken bankafschriften die dit bedrag verklaren, volgens Vroegh had haar cliënt dit bedrag in tientallen jaren bij elkaar gespaard. 
Op 5 september 2022 kwam K. met een beroep op het Europees verdrag voor de Rechten van de Mens voorlopig vrij; ze had toen 330 dagen vastgezeten. In een pro-formazitting bleek dat er een undercover-traject is opgestart, maar zonder resultaat. Ook zou een ongeval in scène zijn gezet om aan de dochter van K. informatie te ontlokken. 

## De rechtszaak
Een dag voordat de rechtszaak tegen K. verderging, kwamen drie dochters uit het eerste huwelijk van K. met een interview in het Algemeen Dagblad. Ze geven aan dat ze het verlies van hun in 2010 overleden vader John Boom al een plek hadden gegeven. Maar nu K. voor de rechter stond traden ze toch naar buiten. De kinderen vertelden dat ze twijfels hadden toen ze hoorden dat hun vader vlak voor zijn overlijden het testament had gewijzigd en alles naar K. zou gaan. Na het lezen van de afscheidsbrief waarin stond dat hij het leven niet meer zag zitten, dachten ze dit klopt niet. Ze stapten naar de politie maar die kon niets meer doen, het lichaam was al gecremeerd. De politie had wel een aantekening gemaakt met de naam Yvon K. en die naam dook nu opnieuw op. De dochters worden gebeld door de politie met de vraag om naar het bureau te komen. Ze doen nu alsnog aangifte tegen Yvon K. 
Op 7 september 2023 ontkende K. voor de rechtbank opnieuw dat ze iets te maken had met het overlijden van Chris Grinwis. Volgens de officieren van justitie is Grinwis vergiftigd met een glas witte wijn en een bekertje yoghurt. Er was geen aanleiding voor zelfmoord, Grinwis was niet depressief en had geen zelfmoordneigingen. Het motief was een miljoenenerfenis. Op 5 oktober 2020 zitten ze bij de notaris en wordt K. de enige erfgenaam en executeur-testamentair, met haar jongste dochter als opvolger. Zelf ontkent ze dat het om geld ging, ze wist niet eens hoeveel geld ze zou erven.
De relatie tussen K. en Grinwis is er een van ruzies. K. heeft tegen vriendinnen gezegd dat Grinwis haar sloeg, beledigde en vernederde, maar ze bleef verliefd. Op de dag van de dood van Grinwis stuurde K. appjes aan haar dochter. Ze schreef daarin om 11:44: "Toch maar weer lijmen om erger te voorkomen.” En om 12:12: "Alleen om te redden dat hij niet snel het testament verandert."
Het Pieter Baan Centrum, dat haar onderzocht, kwam tot de conclusie dat K. zich betrokken kan tonen, maar zichzelf ook graag in het middelpunt plaatst. Ze heeft een narcistische persoonlijkheidsstoornis en een opgeblazen zelfbeeld. Volgens het OM is ze obsessief op geld belust. Ze zou met meerdere mannen hebben gedatet en gevraagd hebben naar hun financiële situatie en of ze hun testament wilden wijzigen. Het OM acht K. schuldig aan moord en eist 19 jaar gevangenisstraf. 
Op maandag 11 september 2023 is het de beurt aan de verdediging. De advocate zegt nogmaals dat er te weinig bewijs is. Volgens haar is justitie te nonchalant in het bepalen van tijdstip van overlijden. De bandbreedte van ergens tussen 8 december 19:00 uur en 9 december 12:00 is veel te ruim. Ook voert ze aan dat de huisarts in eerste instantie vaststelde dat het overlijden tussen vier uur 's nachts en zes uur 's ochtends moet zijn geweest. En dat het middel pentobarbital doorgaans binnen een half uur zijn werk doet. Terwijl vaststaat dat K. in vroege avond van 8 december naar haar huis is gereden. 
De rechtbank zou op woensdag 27 september 2023 uitspraak doen. Echter op maandag 25 september 2023 werd bekend dat Yvon K. zelfmoord had gepleegd. De rechters verklaren het OM niet-ontvankelijk voor het vervolgen van Yvon K. De rechtbank heeft nog overwogen een inhoudelijke reactie naar buiten te brengen, meer heeft besloten daarvan af te zien.

## Podcast
In augustus 2023 komt er een podcast over deze gebeurtenissen met als titel de gifdode. De podcast is een samenwerking van Brabants Dagblad, BN DeStem en het AD. Het is een achtdelige serie gemaakt door de podcastmaker Renée van Heteren en misdaadverslaggevers Hessel de Ree en René van der Lee.